# ジョニー・ナロン
ジョニー・ナロン（Johnny Narron）の通称で知られるジョン・A・ナロン・ジュニア（John A. Narron, Jr.、1951年11月13日 - ）は、アメリカ合衆国のプロ野球コーチ。

## 現役時代
1974年、ニューヨーク・ヤンキース傘下のルーキーリーグジョンソン・シティ・ヤンキースでプレーし、打率.272、15HR、54打点の記録を残した。1975年にはシングルAのアップルトン・フォクシーズに移籍し、打率.228、6HR、57打点の記録を残した。

## 指導者
2003年と2006年にはルーキーリーグのヘレナ・ブルワーズの打撃コーチ、2004年には監督を務めた。2005年には、シングルAのブレバード・カウンティ・マナティーズとウェストバージニア・パワーの打撃コーチを務めた。
その後5年間にわたってジョシュ・ハミルトン（2007年はシンシナティ・レッズ、2008年よりテキサス・レンジャーズ）の個人コーチとして、またアカウンタビリティパートナーとしてアルコールと薬物からの離脱を助けた。2011年にはコーチ補佐も兼任しマイク・ナポリの打撃改善にも貢献している。
2011年11月、弟のジェリー・ナロンがベンチコーチとして在籍するミルウォーキー・ブルワーズに打撃コーチとして契約を打診され、ジョシュ・ハミルトンの後押しもあって就任した。2014年までの3年間打撃コーチとして在籍。2015年にはロサンゼルス・エンゼルス傘下のトリプルAソルトレイク・ビーズの打撃コーチとして契約したが、2016年には打撃コーディネーターに転属した。2017年にはクリーブランド・インディアンス傘下のダブルAアクロン・ラバーダックス、2018年にはトリプルAのコロンバス・クリッパーズ、2019年にはハイAのリンチバーグ・ヒルキャッツの打撃コーチを務めた

## 一族
- ジェリー・ナロン - 弟。捕手、コーチ、監督を務めた。
- サミュエル・ウッディ・ナロン - 叔父。捕手、コーチを務めた。
- サミュエル・フランクリン・ナロン - 従甥。投手。